# Candalides
Candalides is een geslacht van vlinders van de familie van de Lycaenidae, uit de onderfamilie van de Theclinae.

## Soorten
- Candalides albosericea (Miskin, 1891)
- Candalides caesia (d'Apice & Miller, 1992)
- Candalides heathi (Cox, 1873)
- Candalides medicea (Braby, 1996)
- Candalides noelkeri Braby & Douglas, 2004
- Candalides urumelia (Tindale, 1922)
- Candalides xanthospilos (Hübner, 1817)